# Miringotomia
Miringotomia é um procedimento cirúrgico  no qual uma pequena incisão é criada no tímpano, para aliviar a pressão causada pela acumulação excessiva de fluido ou para drenar pus. A miringotomia geralmente é executada como um tratamento para a  otite média aguda supurativa. Se um paciente precisar de miringotomia para drenagem ou ventilação do ouvido médio, isso geralmente decorre de a trompa de Eustáquio  estar  parcialmente ou totalmente obstruída não sendo capaz de realizar essa função pela forma fisiológica normal. Antes da invenção dos antibióticos, a miringotomia era o principal tratamento para a otite média aguda grave (infecção do ouvido médio).
O tímpano, também chamado de membrana timpânica, normalmente repara-se por si cerca de duas semanas após uma miringotomia, a não ser que seja inserido um tubona abertura que foi feita, ou que esta abertura tenha sido feita por laser. Conforme o tipo de tubo colocado, uma miringotomia com colocação de tubo pode permitir a ventilação externa do espaço do ouvido médio durante várias semanas, meses ou mesmo anos. A miringotomia com colocação de tubos pode ser prescrita para o alívio da otite média.
Os tubos de equalização de pressão em geral são colocados no momento da miringotomia para drenar o tímpano aberto. Caso contrário a rápida cicatrização da membrana do tímpano (apenas alguns dias) iria obrigar a novas miringotomias futuras, antes de a condição a tratar ter sido totalmente curada. A maioria dos tubos são feitos de um material plástico sintético, como silicone ou teflon. Normalmente ficam no lugar cerca de nove meses antes de serem naturalmente extrudados pela rápida cicatrização do tímpano. 
Os otorrinolaringologistas podem realizar miringotomia com colocação de tubos numa clínica utilizando anestesia local, mas no caso de crianças geralmente é necessária anestesia geral ou sedação forte em sala de operação. Normalmente é usado um microscópio de operação, mas nem sempre isso é necessário. A maioria das pessoas relata uma recuperação rápida da sua audição.
As complicações mais comuns para a miringotomia com colocação de tubos incluem a extrusão precoce do tubo e impossibilidade de cura do tímpano depois do tubo sair. Raramente, a extrusão pode ser feita para o interior do ouvido médio ou para o mastóide e, por conseguinte, ser retido. Estas complicações podem requerem procedimentos cirúrgicos adicionais para serem corrigidas.
A miringoplastia é o encerramento cirúrgico de uma perfuração no tímpano por meio de um enxerto. As miringoplastias são efectuadas para melhorar a audição e, por vezes, para tratar infecções recorrentes do ouvido. O enxerto é geralmente retirado do revestimento aponevrótico do músculo temporal.